# Забелкин, Николай Иванович
Николай Иванович Забелкин (1921—2006) — советский военный. Участник Великой Отечественной войны. Герой Советского Союза (1944). Гвардии старший лейтенант. В 1951—1991 годах журналист-международник, писатель, общественный деятель. Сотрудник Совинформбюро и агентства печати «Новости». Член Союза журналистов СССР (с 1958 года).

## Биография

### Ранние годы
Родился 21 апреля 1921 года в селе Восточное Акмолинской губернии Киргизской АССР (ныне село Егиндыагаш Айыртауского района Северо-Казахстанской области Республики Казахстан) в семье рабочего. Русский.
В детстве с родителями переехал в посёлок Роза Еткульского района. Окончил семилетнюю школу.
Вскоре поступил в Челябинский энергетический техникум, с четвёртого курса которого в июне 1941 года Челябинским городским военкоматом был призван в ряды Рабоче-крестьянской Красной Армии.

### Участие в Великой Отечественной войне
В боях с немецко-фашистскими захватчиками красноармеец Н. И. Забелкин с июля 1941 года на Центральном фронте в составе сформированной в Челябинске 15-й отдельной миномётной батареи, действовавшей в подчинении командующего 63-м стрелковым корпусом 21-й армии. Боевое крещение принял в оборонительных боях на реке Днепр севернее города Жлобина. Вместе со своей частью попал в окружение, из которого сумел выйти в августе 1941 года. После проверки Николая Ивановича направили в Московское артиллерийско-миномётное училище, которое в конце 1941 года было эвакуировано в Миасс. По окончании училища младший лейтенант Н. И. Забелкин осенью 1942 года был направлен в 58-й гвардейский миномётный полк 63-й армии. В его составе Николай Иванович сражался на Сталинградском (с 30.09.1942 Донском) и Юго-Западном фронтах во время Сталинградской битвы. Перед началом контрнаступления советских войск под Сталинградом гвардии младший лейтенант Забелкин был переведён в дивизионную разведку и в ходе операции «Уран», находясь с радистом в передовых эшелонах 1-й (с 5 декабря 1942 года 3-й) гвардейской армии корректировал огонь своих «Катюш». Зимой 1943 года Николай Иванович участвовал в Ворошиловградской операции и оборонительных боях на Северском Донце, в ходе которых был ранен и оказался в госпитале.
На фронт Н. И. Забелкин вернулся в апреле 1943 года уже в звании гвардии лейтенанта и был назначен на должность начальника разведки дивизиона своего 58-го гвардейского миномётного полка. Особо отличился в ходе сначала Донбасской, а затем Нижнеднепровской операций. В августе 1943 года советские войска вели кровопролитные бои за расширение плацдарма на западном берегу реки Северский Донец. Одним из ключевых звеньев обороны противника на этом направлении являлось село Голая Долина. По воспоминаниям генерал-майора Г. С. Здановича, командира 203-й стрелковой дивизии, немцы иногда использовали следующую тактику: при сильном артналёте они отходили на вторую линию обороны, а когда наши части подходили к селу, возвращались на передовую и открывали шквальный огонь. 16 августа 1943 года лейтенант Забелкин был в первой линии атакующих село частей Красной Армии. Когда в село въехала колонна автомашин с немецкими солдатами, он вызвал огонь «Катюш» на себя. Противнику был нанесён ощутимый урон, а 30 августа 1943 года Голая Долина была освобождена.
Следующий свой подвиг гвардии лейтенант Забелкин совершил в Битве за Днепр. Его полку предстояло поддерживать огнём пехотные части 46-й армии на Аульском плацдарме. Находясь в боевых порядках роты, Забелкин чётко информировал штаб о передвижениях противника, вызывая огонь при отражении контратак противника. 23 октября 1943 года лейтенант Забелкин с радистом зашёл в тыл немецких войск и корректировал огонь гвардейских миномётов при отражении трёх контратак противника, вызвав один раз огонь на себя. В течение дня было уничтожено 5 автомашин с немецкой пехотой и около 60 автоматчиков.
Указом Президиума Верховного Совета СССР от 3 июня 1944 года за образцовое выполнение боевых заданий командования на фронте борьбы с немецкими захватчиками и проявленные при этом отвагу и геройство гвардии лейтенанту Забелкину Николаю Ивановичу было присвоено звание Героя Советского Союза с вручением Ордена Ленина и медали «Золотая Звезда».
Сражаясь на 3-м Украинском фронте, Н. И. Забелкин участвовал в освобождении Правобережной Украины и южных районов Молдавии (Березнеговато-Снигирёвская и Одесская операции), Румынии (Ясско-Кишинёвская операция), Болгарии (Болгарская операция) и Югославии (Белградская операция). К началу 1945 года Николай Иванович получил звание гвардии старшего лейтенанта и был назначен командиром батареи «Катюш». В ходе Будапештской операции его батарея оказывала огневую поддержку стрелковым подразделениям 46-й армии при форсировании Дуная. Последней операцией Великой Отечественной войны, в которой принимал участие Н. И. Забелкин, стала Балатонская операция. В марте 1945 года 58-я гвардейская миномётная бригада была брошена на отражение прорыва немецких и венгерских войск в район населённого пункта Шимонторнья. 8 марта 1945 года стремительным маршем батарея Забелкина вышла в полосу обороны стрелковых частей 26-й армии и четырьмя залпами с прямой наводки способствовала отражению вражеской контратаки, уничтожив 1 танк, 5 бронетранспортёров и до взвода пехоты. 14 марта южнее Шимонторнья пятью залпами гвардейских реактивных миномётов Н. И. Забелкин вновь обратил противника в бегство, уничтожив при этом три вражеских броневика. Несколькими днями позже Николай Иванович был тяжело ранен. День победы он встретил на больничной койке.

### После войны
После выписки из лечебного учреждения гвардии старший лейтенант Н. И. Забелкин был уволен в запас, вернулся в Челябинскую область. Некоторое время был заместителем начальника шахты № 27 в Коркино. После окончания Московского института международных отношений в 1951 году работал в Совинформбюро, а затем в Агентстве печати «Новости». В 1958 году Н. И. Забелкин был принят в члены Союза журналистов СССР.
С 1975 года по 1991 год Николай Иванович возглавлял бюро АПН в Венгерской Народной Республике. Автор книги «Они сражались за свою Родину» на венгерском языке.
В 1991 году Н. И. Забелкин вышел на пенсию. Жил в городе Москве, активно участвовал в ветеранском движении. Скончался 18 августа 2006 года, похоронен на Перепечинском кладбище Москвы.

## Награды
- Медаль «Золотая Звезда» (03.06.1944);
- орден Ленина (03.06.1944);
- орден Отечественной войны 1 степени — дважды (05.04.1945; 06.04.1985).
- Медали, в том числе:

медаль «За оборону Сталинграда»;
медаль «За победу над Германией в Великой Отечественной войне 1941—1945 гг.».
Награды Венгерской Народной Республики:
- орден «Мир и Дружба».

## Документы
- Общедоступный электронный банк документов «Подвиг Народа в Великой Отечественной войне 1941—1945 гг.» Архивировано 13 марта 2012 года.

Герой Советского Союза. Архивировано 21 мая 2013 года.
42910791 Орден Отечественной войны 1-й степени (1945). Архивировано 21 мая 2013 года.
1512075853 Орден Отечественной войны 1-й степени (1985). Архивировано 21 мая 2013 года.